# Mariene ecoregio Centraal Peru
De Mariene ecoregio Centraal Peru (175) (Engels: Central Peru marine ecoregion) is een biogeografische regio en ligt in het zuidoosten van de Grote Oceaan in de Mariene provincie Warme Gematigde Zuidoostelijke Stille Oceaan (45) in het Marien rijk Gematigd Zuid-Amerika. De mariene ecoregio is vastgesteld door het World Wide Fund for Nature en The Nature Conservancy en is vernoemd naar Peru.
In het noorden grenst het gebied aan de mariene ecoregio Guayaquil (171) en in het zuiden aan de mariene ecoregio Humboldtstroom (176).

## Geografie
De mariene ecoregio ligt in het zuidoosten van de Grote Oceaan voor de westkust van Peru. Het gebied strekt zich uit van het Illescasschiereiland tot aan de stad Lima.
Door het gebied stroomt de Humboldtstroom.

## Biogeografie
Het gebied kent zeeleven dat houdt van gematigde temperaturen.